# مسابقات جهانی ژیمناستیک هنری ۱۹۷۰

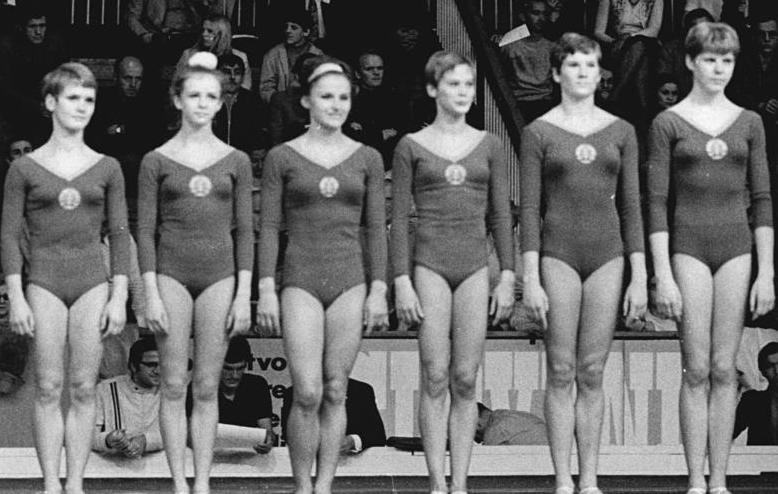
تیم ژیمناستیک آلمان شرقی در مسابقات جهانی ژیمناستیک هنری ۱۹۷۰

مسابقات جهانی ژیمناستیک هنری ۱۹۷۰ هفدهمین دوره مسابقات جهانی ژیمناستیک هنری است که در لیوبلیانا، یوگسلاوی از ۲۲ تا ۲۷ اکتبر ۱۹۷۰ میلادی برگزار شده است.

## جدول مدال‌ها
| رتبه | کشور                             | طلا | نقره | برنز | مجموع |
| ۱    | ژاپن                             | ۷   | ۶    | ۴    | ۱۷    |
| ۲    | اتحاد جماهیر شوروی               | ۳   | ۵    | ۸    | ۱۶    |
| ۳    | آلمان شرقی                       | ۳   | ۳    | ۳    | ۹     |
| ۴    | جمهوری فدرال سوسیالیستی یوگسلاوی | ۱   | ۰    | ۰    | ۱     |
| ۵    | ایالات متحده آمریکا              | ۰   | ۱    | ۰    | ۱     |
| ۶    | چکسلواکی                         | ۰   | ۰    | ۱    | ۱     |